# Wydział Etnolingwistyki Uniwersytetu im. Adama Mickiewicza w Poznaniu
Wydział Etnolingwistyki Uniwersytetu im. Adama Mickiewicza w Poznaniu – jeden z 21 wydziałów Uniwersytetu im. Adama Mickiewicza w Poznaniu, należący do Szkoły Nauk o Języku i Literaturze UAM.

## Historia
Wydział Etnolingwistyki powstał w 2023 roku, wskutek wyodrębnienia z Wydziału Neofilologii Instytutu Etnolingwistyki i przekształceniu go w osobny wydział.

## Kierunki kształcenia
Dostępne kierunki:
- Etnolingwistyka (studia I i II stopnia)
- Etnolingwistyka – specjalność bałtologia (studia I i II stopnia)
- Etnolingwistyka – specjalność wietnamistyka (studia I i II stopnia)
- Filologia koreańska (studia I i II stopnia)
- Hebraistyka (studia I i II stopnia)

## Władze Wydziału
W kadencji 2024–2028:
| Stanowisko                                              | Imię i nazwisko               |
| ------------------------------------------------------- | ----------------------------- |
| Dziekan                                                 | dr hab. Piotr Nowak           |
| Prodziekan ds. nauki                                    | prof. dr hab. Piotr Muchowski |
| Prodziekan ds. studenckich                              | dr Jolanta Bachan             |
| Prodziekan ds. organizacyjnych i współpracy z zagranicą | dr Daniel Dzienisiewicz       |

## Struktura organizacyjna
| Zakład                                                                         | Kierownik                         |
| ------------------------------------------------------------------------------ | --------------------------------- |
| Zakład Badań nad Językami i Kulturami Tajwanu oraz Wietnamu                    | dr hab. Norbert Kordek            |
| Zakład Badań Psycholingwistycznych i Międzykulturowych nad Leksyką i Dyskursem | dr hab. Nawoja Mikołajczak-Matyja |
| Zakład Bałtologii                                                              | dr hab. Ewa Stryczyńska-Hodyl     |
| Zakład Fonetyki                                                                | dr hab. Paweł Nowakowski          |
| Zakład Hebraistyki, Arameistyki i Karaimoznawstwa                              | prof. dr hab. Piotr Muchowski     |
| Zakład Hungarystyki                                                            | dr hab. Ilona Koutny              |
| Zakład Infolingwistyki                                                         | dr hab. Piotr Nowak               |
| Zakład Języka Koreańskiego                                                     | dr Paweł Kida                     |
| Zakład Językoznawstwa Ogólnego i Porównawczego                                 | dr hab. Elena Chashchina          |
| Zakład Komunikacji Międzykulturowej i Aksjolingwistyki                         | p.o. dr hab. Mirosław Górny       |